# 越来朝福
越来朝福（ごえく ちょうふく、生没年不詳）は琉球王国第二尚氏王統第三代国王尚真の第四王子。唐名は尚龍徳、称号は越来王子、名乗りは朝福、童名は眞三郎金、號は雲休。

## 概要
第二尚氏王朝の第三代国王尚真の四男。嘉味田殿内の元祖。成化年間、嘉靖年間、越来間切総地頭職。
嘉味田家家譜には「成化年間、嘉靖年間、越来間切総地頭職を授かり王朝に事うといえども、歴代久しくてその詳細をしらず、故に略す。」と記されている。
生年不詳であるが、兄：尚維衡・浦添王子朝満（尚真王の長男）の生年が弘治7年（1494年）で、弟にあたる尚清王（尚真王の五男）の生年が弘治10年（1497年）であることから、1494年から1497年の間に生まれていることが推測される。
玉陵の碑文には、玉陵に入る有資格者としてその名が刻まれている。
墓所は那覇市首里の玉陵。

## 系譜
- 父：尚真　（第二尚氏王統3代国王）
- 母：名不詳
  - 兄（長男）：尚維衡・浦添王子朝満（小禄御殿一世、母は妃）
  - 姉（長女）：真鍋樽・佐司笠按司（高級祝女（佐司笠）、母は銘苅子の娘、尚魏鼎・見里王子朝易室）
  - 兄（次男）：尚朝栄・大里王子
  - 兄（三男）：尚韶威・今帰仁王子朝典（具志川御殿一世）
  - 弟（五男）：尚清・中城王子（母は華后）（第二尚氏4代国王）
  - 弟（六男）：尚享仁・金武王子
  - 弟（七男）：尚源道・豊見城王子

- 室：佐司笠按司加那志
  - 長男：向恭安・越来按司朝村